# Schütz-Werke

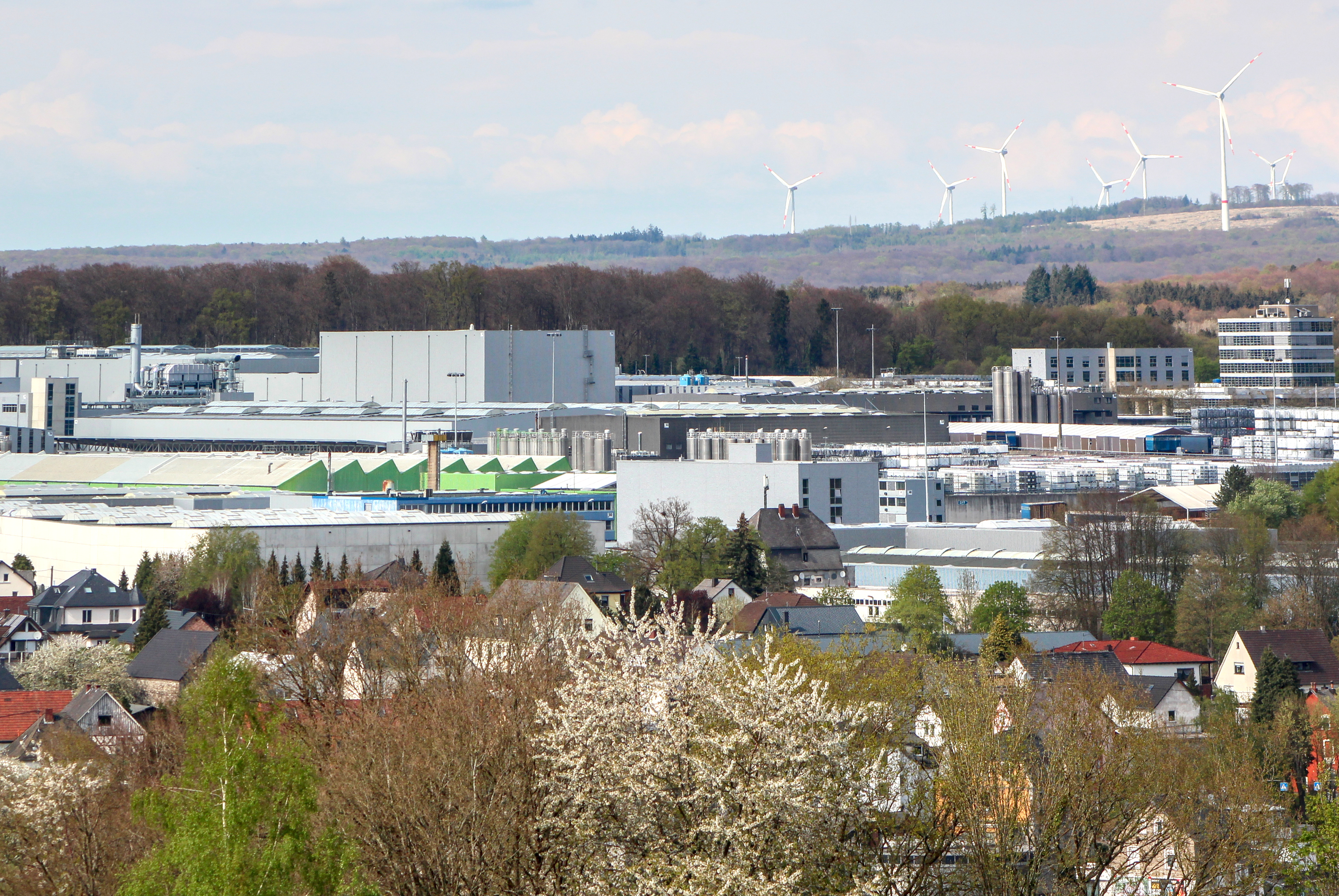
Das Betriebsgelände der Schütz-Werke

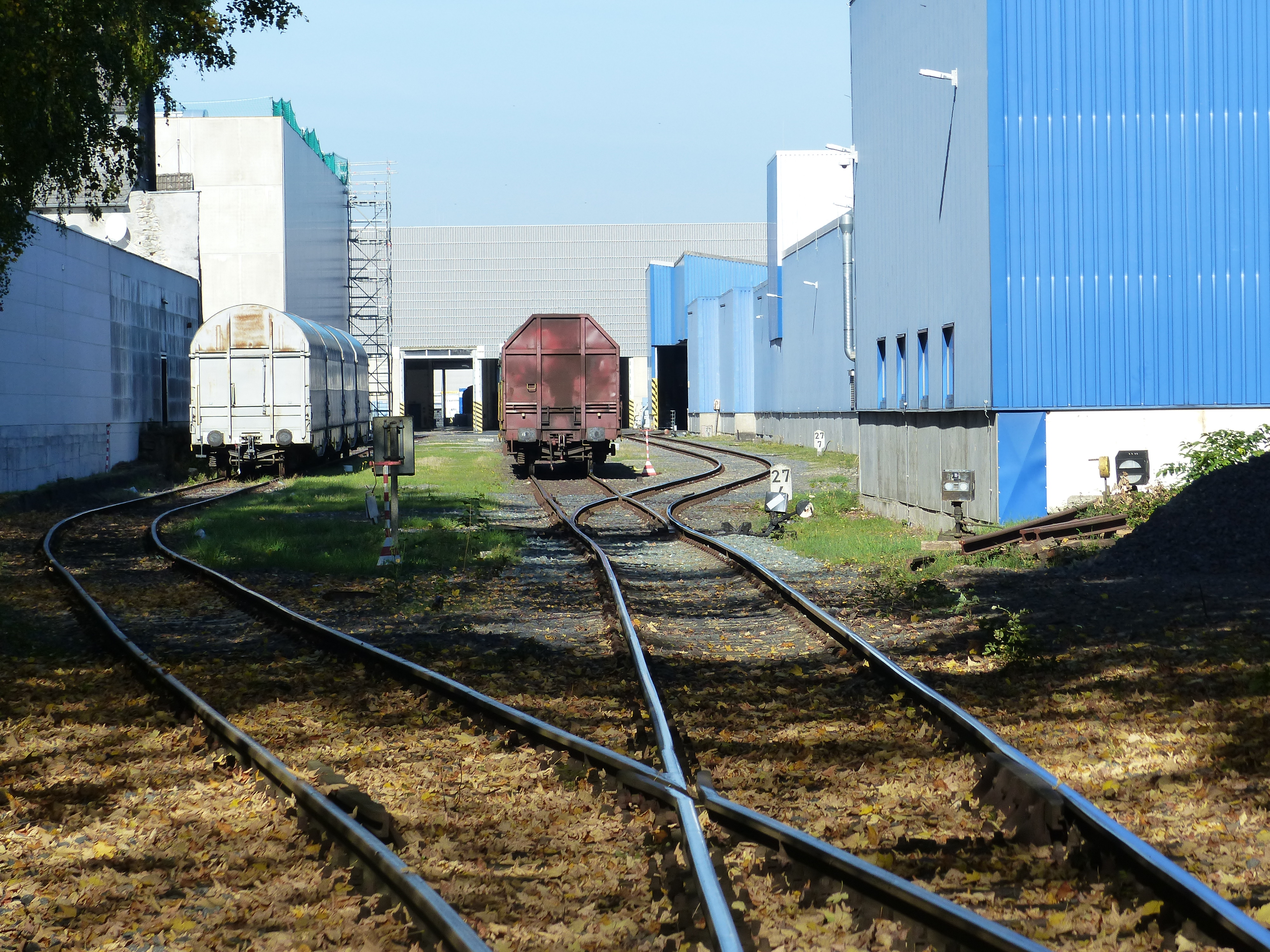
Strecke Engers–Au, die das Betriebsgelände der Schütz-Werke quert

Die Schütz-Werke GmbH & Co. KG (Eigenschreibweise: SCHÜTZ) ist die Konzernobergesellschaft einer Unternehmensgruppe, die im Bereich der Kunststoff- und Metallverarbeitung tätig ist. Der Hauptsitz befindet sich in Selters im Westerwald. Die Schütz-Werke befinden sich vollständig im Besitz der Familie Schütz.

## Geschichte
Udo Schütz gründete 1958 eine Firma zur Produktion von Heizöllagertanks aus Metall. Das Unternehmen expandierte in weitere Geschäftsfelder. So war es in den 1980er Jahren auch als Zulieferer für die Automobilindustrie und als Sportartikelhersteller tätig. Insbesondere die Surfbretter der Firma, die unter dem Markennamen Fanatic vertrieben wurden, waren bekannt. Mitte der 1990er Jahre wurden die Sparten Automobilzulieferung und Sportartikel verkauft und die heutige Struktur eingeführt.
Es stellt Produkte im Bereich der Kunststoff- und Metallverarbeitung her und hält Patente für Fertigungstechnologien in den Geschäftsfeldern Industrial Packaging, Energy Systems, Industrial Services und Composites.

## Geschäftsbereiche der Schütz GmbH & Co. KG
- Schütz Industrial Packaging: Intermediate Bulk Container (IBC), Kunststoff-Fässer, Stahlfässer, Schütz Ticket Service (Rücknahme für gebrauchte Schütz IBC), Full Service Packaging

- Schütz Energy Systems: Heizöltank-Systeme, Flächenheizsysteme, Regenwassersysteme, Raumluftumwälzung – Marke „Airconomy“ (Multifunktionales System, mit dem die schadstoffbelastete Raumluft permanent ausgetauscht wird und somit Bauschäden und Schimmelpilzbildung vorbeugt)

- Schütz Industrial Services: Forschung und Entwicklung, Maschinen- und Werkzeugbau (Planung, Konstruktion und Herstellung zur Produktion notwendiger Anlagen und Werkzeuge in Eigenregie), Anlagenbau (Patente für Produktionsanlagen, Herstellungsverfahren und fertige Serienteile, die weltweit als Lizenzen erworben werden können), SMP-Flourierung und Servicedienstleistungen in der Stahlverarbeitung

- Schütz Composites: Wabenstruktur-Komponenten für Luft- und Raumfahrt – Marke „Cormaster“ (vielseitiger Leichtbaustoff für Flügel, Rotorblätter), Steg-Sandwichpanele für Flugzeugkabinen, sowie das dazu benötigte Produktions-Zubehör

## Sonstiges
Schütz und die Windkraft
2008 wurde die „Schütz Windwerke GmbH“ unter anderem zur Planung, dem Erwerb und der Errichtung von Windkraftanlagen gegründet. 2009 wurde die Bezeichnung „Wind Werk“ als Wortmarke eingetragen.
2012 wurde die Schütz Windwerke GmbH mit der Schütz GmbH & Co. KGaA verschmolzen;  Schütz Windwerke GmbH wurde anschließend gelöscht.
2012–2013 wurden zwei Windkraftanlagen des Typs VT110 im Windpark Hartenfelser Kopf errichtet und anschließend betrieben.
An der Windkraftmesse „WindEnergy“ in Hamburg nahm Schütz Composites erstmals 2014 teil und stellte sich dabei als Zulieferer für Rotorblätter vor.
Bei einem Repowering-Projekt zwischen Friedewald und Weitefeld (OT Oberdreisbach) im Westerwald-Gebiet wurde 2017 eine weitere VT110 errichtet. Wegen Schallschutzauflagen darf diese Anlage zwischen 22 und 06 Uhr nicht produzieren. Zu Testzwecken wurde 2019 der Rotorkopf inklusive des der Gondel vorgelagerten Ringgenerators der 2017 errichteten Windkraftanlage ausgetauscht.